# Verbraucherstreitbeilegungsgesetz
Das Verbraucherstreitbeilegungsgesetz (VSBG) schafft außergerichtliche Streitbeilegungsstellen. Diese stehen Verbrauchern bei Streitigkeiten mit Unternehmern zur Verfügung. Das Gesetz bestimmt Anforderungen bezüglich Fachkompetenz, Unparteilichkeit, Unabhängigkeit und Transparenz des Streitbeilegungsverfahrens und der Streitmittler.

## Geschichte und Inhalte
Das Gesetz ist Teil der Umsetzung der Richtlinie 2013/11/EU (ADR-Richtlinie) des Europäischen Parlaments und des Rates vom 21. Mai 2013 über die alternative Beilegung verbraucherrechtlicher Streitigkeiten.
Nach der ADR-Richtlinie sind die Mitgliedstaaten verpflichtet, dafür zu sorgen, dass Verbrauchern bei Streitigkeiten mit Unternehmern außergerichtliche Streitbeilegungsstellen zur Verfügung stehen. Die Verpflichtung bezieht sich auf Streitigkeiten aus Kauf- oder Dienstleistungsverträgen im Sinne der Richtlinie 2013/11/EU. Verbraucher sollen die Möglichkeit haben, ihre Rechte aus einem Verbrauchervertrag mit einem Unternehmer in einem außergerichtlichen Verfahren geltend zu machen, das gesetzlich vorgegebenen Qualitätsanforderungen genügt und durch die Anerkennung der Streitbeilegungsstelle staatlich abgesichert wird.
Anwendbar ist das VSBG auf Kaufverträge sowie beispielsweise Beförderungsverträge im öffentlichen Personennahverkehr oder Verträge über Telekommunikationsdienstleistungen. Arbeitsvertragliche Streitigkeiten sind ausgenommen (§ 4 Abs. 1 VSBG).  Die Streitigkeiten können sowohl Rechte oder Pflichten aus dem Vertragsverhältnis betreffen als auch die Frage, ob ein solches Vertragsverhältnis besteht.
Der Eingang des Antrags bei der Streitbeilegungsstelle hemmt die Verjährung des fraglichen Anspruchs (§ 204 Nr. 4 BGB).
Die Verbraucherschlichtungsstellen sind in der Trägerschaft von privaten eingetragenen Vereinen (§ 3 Abs. 1 VSBG). Die Vereine richten Schlichtungsstellen ein, die erst nach der Anerkennung durch das Bundesamt für Justiz (BfJ) zu Verbraucherschlichtungsstellen werden (§ 24 ff VSBG). Die Nutzung des Titels Verbraucherschlichtungstelle ist nur für anerkannte Schlichtungsstellen zulässig. Der Missbrauch kann mit einem Bußgeld bis zu 50.000 € geahndet werden (§ 41 VSBG).  
Um das Verfahren bei Verbrauchern bekannt zu machen, hat der Gesetzgeber die Unternehmer, die Verträge mit Verbrauchern schließen, verpflichtet, im Streitfall schriftlich auf das Verfahren und eine zuständige Verbraucherschlichtungsstelle hinzuweisen. In diesem schriftlichen Hinweis müssen die Unternehmen erklären, ob sie bereit oder verpflichtet sind, an einer Schlichtung vor einer Verbraucherschlichtungsstelle teilzunehmen oder ob sie einen solchen Schlichtungsversuch ablehnen (§ 37 VSBG). Unternehmen, die am Stichtag 31. Dezember mehr als 10 Mitarbeiter beschäftigen und eine Webseite oder AGB haben, müssen ihre Webseite und ihre AGB an das Gesetz anpassen (§ 36 VSBG). Sie haben gut sichtbar, leicht zugänglich und verständlich zu erklären, ob sie an einem Verfahren vor einer Verbraucherschlichtungsstelle teilnehmen oder nicht. Nehmen sie teil, haben sie die zuständigen Verbraucherschlichtungsstellen mit Adresse und Webseite anzugeben. Zuwiderhandlungen können nach dem Gesetz gegen den unlauteren Wettbewerb abgemahnt werden. Zulässig ist außerdem die Klage eines Verbraucherschutzverbandes nach dem Unterlassungsklagengesetz. Zusätzlich kann sich das Unternehmen schadenersatzpflichtig gegenüber dem Verbraucher machen.

## Rechtsverordnungen
Zum Gesetz wurde die Verbraucherstreitbeilegungs-Informationspflichtenverordnung (VSBInfoV) erlassen, die weitere Bestimmungen über die Zulassung und Berichtspflichten der Verbraucherschlichtungsstellen enthält.

## Verhältnis zur staatlichen Gerichtsbarkeit
Das Streitbeilegungsverfahren endet, wenn die Parteien den Schlichtungsvorschlag des Streitmittlers akzeptieren. Das kann z. B. eine  Abschlussvereinbarung nach § 2 Abs. 6 MediationsG sein. Andernfalls bescheinigt die Schlichtungsstelle den erfolglosen Einigungsversuch (§ 21 VSBG). 
Das außergerichtliche Streitbeilegungsverfahren schließt den Zugang zu den staatlichen Gerichten nicht aus (§ 5 Abs. 2 VSBG). Ist jedoch durch Landesgesetz bestimmt, dass eine Klage erst nach einem erfolglosen Vermittlungsversuch erhoben werden kann (obligatorisches Güteverfahren nach § 15a Absatz 3 Satz 3 EGZPO), muss der Kläger die Bescheinigung über den erfolglosen Einigungsversuch mit der Klage einreichen.